# Élections législatives roumaines de 1985
Les élections législatives roumaines de 1985 se tinrent le 17 mars 1985, pour élire les 369 membres de la Grande Assemblée nationale. Elles furent les dernières élections avant la révolution de 1989.

## Contexte
Comme lors de toutes les élections législatives depuis celles de 1975, le Front de l'unité socialiste et de la démocratie (roumain : Frontul Democrației și Unității Socialiste, FDUS), mené par le Parti communiste roumain, fut la seule organisation à présenter des candidats.

## Mode de scrutin
Les candidats étaient élus dans des circonscriptions uninominales, et devaient pour ce faire rassembler plus de 50 % des suffrages. Si aucun candidat ne dépassait ce seuil, où si la participation dans la circonscription n'atteignait pas 50 %, de nouvelles élections étaient organisées, jusqu'à qu'un candidat soit élu. Les électeurs pouvaient voter contre les candidats du FDUS.

## Résultats
| Parti | Parti                                                | Votes      | %    | Sièges |
| ----- | ---------------------------------------------------- | ---------- | ---- | ------ |
|       | Front de l'unité socialiste et de la démocratie (en) | 15 375 522 | 97,7 | 369    |
|       | Contre                                               | 356 573    | 2,3  | –      |
|       | Blancs et nuls                                       | 0          | –    | –      |
|       | Total                                                | 15 732 095 | 100  | 369    |
|       | Inscrits/participation                               | 15 733 060 | 100  | –      |

Parmi les 369 représentants élus, 7,3 % appartenaient à la minorité hongroise et 1,3% à la minorité allemande. De plus 127, soit 34 %, étaient des femmes.